# Quế Xuân 2
Quế Xuân 2 là một xã thuộc huyện Quế Sơn, tỉnh Quảng Nam, Việt Nam.

## Địa lý
Xã Quế Xuân 2 nằm ở phía bắc huyện Quế Sơn, có vị trí địa lý:
- Phía đông giáp xã Quế Phú và xã Quế Mỹ
- Phía tây giáp huyện Duy Xuyên và các xã Quế Hiệp, Quế Thuận
- Phía nam giáp xã Quế Mỹ
- Phía bắc giáp xã Quế Xuân 1.

Xã Quế Xuân 2 có diện tích 15,08 km², dân số năm 2019 là 5.531 người, mật độ dân số đạt 367 người/km².

## Hành chính
Xã Quế Xuân 2 được chia thành 6 thôn: Phú Vĩnh, Hòa Mỹ, Phú Mỹ, Phú Nguyên, Phú Bình, Phú Lộc.

## Lịch sử
Xã Quế Xuân 2 được thành lập ngày 12 tháng 1 năm 2004 trên cơ sở các thôn 6, 7, 8, 9, 10 của xã Quế Xuân cũ.
Trong năm 2004, thực hiện việc tách và đổi tên thôn:
- Thôn 6 tách thành ba thôn Hòa Mỹ Đông, Hòa Mỹ Tây, Hòa Dưỡng
- Thôn 7 đổi tên thành thôn Phú Lộc
- Thôn 8 đổi tên thành thôn Phú Bình
- Thôn 9 đổi tên thành thôn Phú Nguyên
- Thôn 10 tách thành 3 thôn Thượng Vĩnh, Phú Mỹ, Tân Mỹ.

Năm 2018, Hội đồng nhân dân tỉnh Quảng Nam ban hành Nghị quyết 42/NQ-HĐND về thành lập thôn, tổ dân phố ở tỉnh Quảng Nam. Theo đó, sắp xếp các thôn ở xã Quế Xuân 2 như sau:
- Thành lập thôn Phú Vĩnh trên cơ sở sáp nhập toàn bộ diện tích, dân số của thôn Thượng Vĩnh và thôn Tân Mỹ
- Thành lập thôn Hòa Mỹ trên cơ sở sáp nhập toàn bộ diện tích, dân số của thôn Hòa Mỹ Đông, thôn Hòa Mỹ Tây và thôn Hòa Dưỡng.

Sau khi sắp xếp, xã Quế Xuân 2 có 6 thôn: Phú Vĩnh, Hòa Mỹ, Phú Mỹ, Phú Nguyên, Phú Bình, Phú Lộc.